# Springer-Korrespondenz
In der Mathematik ist die Springer-Korrespondenz eine Beziehung aus der Darstellungstheorie von Gruppen.
Die Springer-Korrespondenz konstruiert zu jeder unipotenten Konjugationsklasse einer halbeinfachen algebraischen Gruppe {\displaystyle G} eine Darstellung ihrer Weyl-Gruppe {\displaystyle W}. Alle Darstellungen der Weyl-Gruppe lassen sich auf diese Weise konstruieren.
Die Idee ist, zu einem unipotenten Element {\displaystyle u\in G} die Varietät {\displaystyle V_{u}} der {\displaystyle u} enthaltenden Borel-Untergruppen zu betrachten, und die Weyl-Gruppe {\displaystyle W} auf der top-dimensionalen Kohomologie von {\displaystyle V_{u}} wirken zu lassen. (Für algebraische Gruppen über endlichen Körpern verwendet man l-adische Kohomologie, für algebraische Gruppen über {\displaystyle \mathbb {C} } die singuläre Kohomologie mit rationalen Koeffizienten.) Unipotente Elemente in derselben Konjugationsklasse geben äquivalente Darstellungen, und jede Darstellung von {\displaystyle W} kann auf diese Weise konstruiert werden.